# 荷兰王位继承

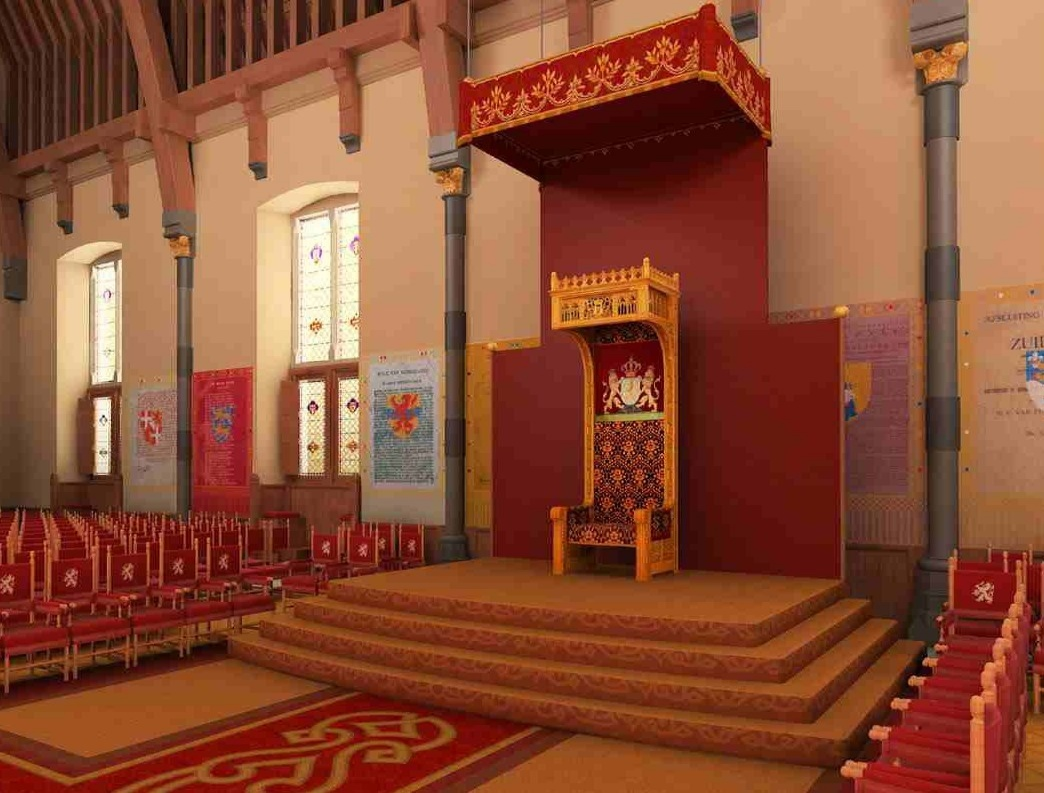
骑士厅内的王座，荷兰君主在这里发表演讲

自1983年起，荷兰的王位按照绝对長嗣繼承制传递（排行最长的子女继承王位）。从1814年到1887年间，荷兰君主继承采用萨利克法继承制，即如果没有合格的男性亲属，王位只能由最亲近的女性亲属继承。1887年开始采用男性优先長子繼承制，1983年引入绝对长嗣继承制时废除男性优先。自1922年宪法修改将继承范围限制在现任君主有血缘關係的三级关系亲属之内。

## 王位继承顺序
下面的列表包含了目前有资格继承王位的所有人（编号为1到8）及其可能擁有繼承權的后代。
- 朱丽安娜女王 （1909年–2004年）
  -  贝娅特丽克丝女王 （生于1938年）
    -  威廉-亞歷山大国王 （生于1967年）
      - (1) 凱薩琳娜-艾瑪莉亞王储 （生于2003年）[2][3]
      - (2) 艾莉希亞公主 （生于2005年）[2][4]
      - (3) 艾莉安娜公主 （生于2007年）[2][5]

    - (4) 康士坦丁王子 （生于1969年）[2]
      - (5) 愛洛伊斯女伯爵 （生于2002年）[2]
      - (6) 克勞斯-卡西米爾伯爵 （生于2004年）[2]
      - (7) 萊昂諾爾女伯爵 （生于2006年）[2]

  - (8) 玛格丽特公主 （生于1943年）[2]
    - 莫里茨王子（英语：Prince Maurits of Orange-Nassau, van Vollenhoven） （生于1968年）
      - 安娜斯塔西亚·范·利珀-比斯特菲尔德·范·沃伦霍文 （生于2001年）[6]
      - 卢卡斯·范·利珀-比斯特菲尔德·范·沃伦霍文 （生于2002年）[6]
      -  菲丽西亚·范·利珀-比斯特菲尔德·范·沃伦霍文 （生于2005年）[6]

    -  博恩哈德王子（英语：Prince Bernhard of Orange-Nassau, van Vollenhoven） （生于1969年）
      - 伊莎贝拉·范·沃伦霍文 （生于2002年）[6]
      - 塞缪尔·范·沃伦霍文 （生于2004年）[6]
      -  本杰明·范·沃伦霍文 （生于2008年）[6]